# 嚴光
嚴光（1—75），又名遵，字子陵，會稽郡餘姚縣（今浙江省宁波市余姚市）人。原姓莊，因避東漢明帝劉莊諱而改姓嚴，东汉高士（隐士）。

## 生平

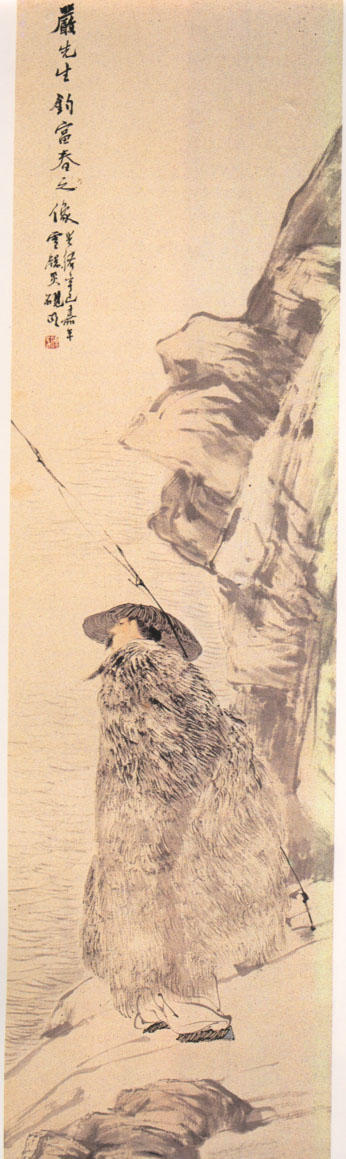
严子陵像，任伯年绘

嚴光生於西漢末年，少有高名，與東漢光武帝劉秀同學。劉秀即位后，嚴光变更姓名，藏身不见。后齐国有人报告：“有一男子，披羊裘钓泽中。”
漢光武帝曾經召見嚴子陵到宮中，晚上並睡同一床。嚴子陵睡覺時把腳放在劉秀腹部。次日太史說：“昨夜客星犯帝座甚急。”劉秀笑說：“朕故人严子陵共卧尔。”
建武十七年（41年），光武帝再次征召他，不至。八十岁时，严光在家中逝世。光武帝【此处存疑。光武帝六十二岁去世，如果严子陵死于光武帝之前，那两人年龄上应该是两辈人】很伤感，下诏赐钱百万、谷千斛。嚴光葬於富春山。後世人稱富春山為“嚴陵山”，又稱其富春江垂釣處為“嚴陵瀨”，其垂釣蹲坐之石為严子陵釣台。

## 评价

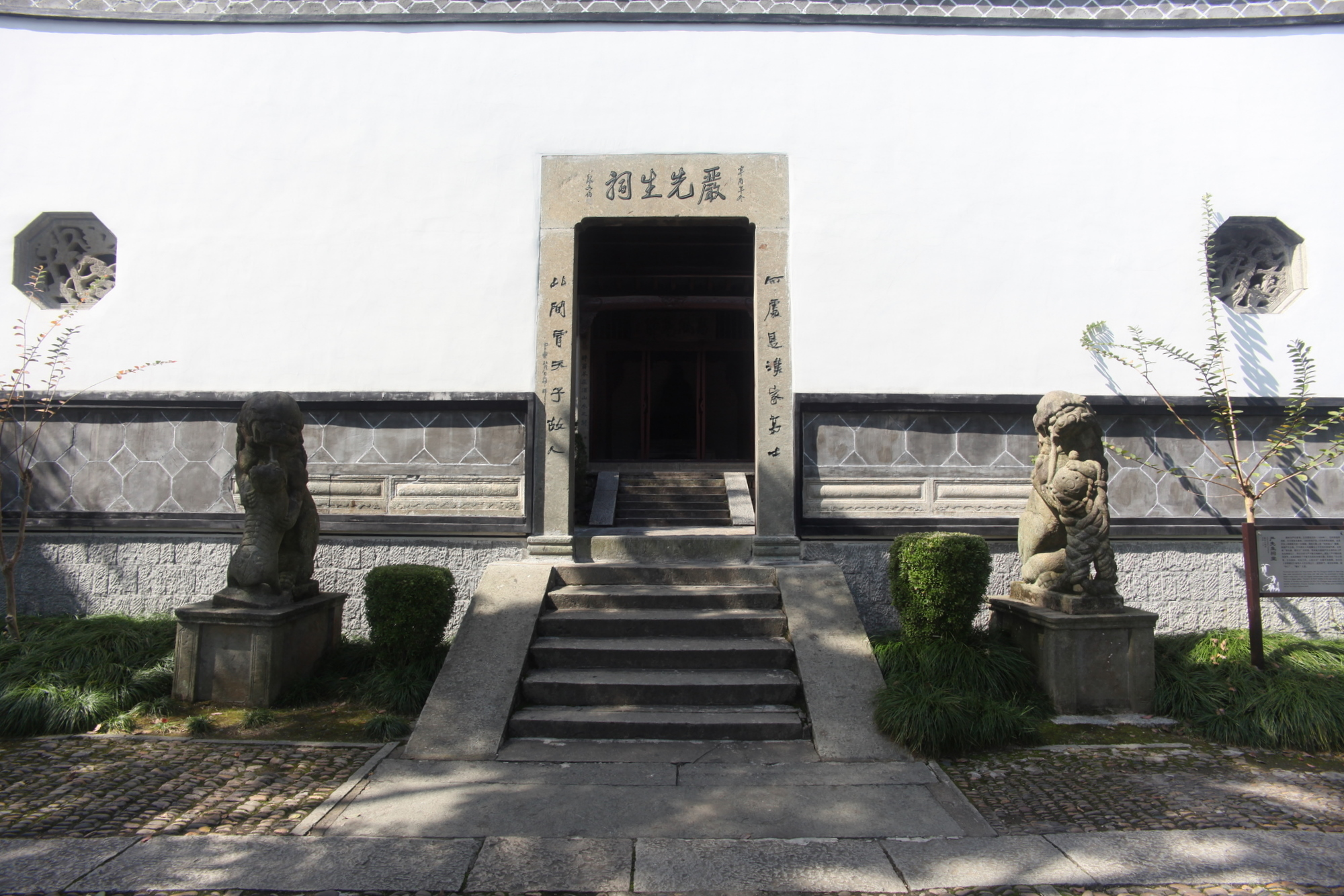
桐庐严先生祠

北宋政治家范仲淹重修桐庐富春江畔嚴先生祠，並撰寫《嚴先生祠堂記》，內有「雲山蒼蒼，江水泱泱。先生之風，山高水長」這讚語，遂使嚴光以「高風亮節」聞名於天下。
宋人题严子陵诗曰：“一着羊裘便有心，羊裘岂是钓鱼人；当时只着蓑衣去，江水茫茫何处寻？”
[[朱元璋]《严光论》说：“今之所以获钓者君恩也。假使当时聘于朝，拒命而弗仕，去此而终无人用，天子才踈而徳薄，民受其害，天下荒荒，若果如是，乐钓欤？优游欤？朕观当时之罪人，罪人大者莫过严光、周党之徒，不正忘恩，终无补报，可不恨欤！”
清人袁枚对严光很不以为然，作诗云：“一着羊裘不蔽身，虚名传诵到如今。当时若着蓑衣去，烟水茫茫何处寻。”
毛泽东的同学萧子升寫《評〈嚴先生祠堂記〉》的文章表示異議。蕭瑜認為嚴光拜訪光武帝，表明其愛慕虛榮。毛泽东早年评价严光说：“严光，东汉气节之士也。光武既立，徵之，不就。访之，以安车迎至。帝坐匡床请出，光卧应日，尧舜在上，下有巢由。当光之至也，大司徒（首相也）侯霸（光学友）迎之。光与书日：君房足下，致位鼎足，甚善。怀仁辅义天下悦，阿该顺指要领绝，侯以书览帝。帝曰：狂奴故态也。后世论光不出为非。不知光者，帝者之师也。受业大学时，光武受其教已不少。故光武出而办天下之事，光即力讲气节，正见俗而传教于后世。且光于专制之代，不屈于帝王，高尚不可及哉。”

## 桐庐严子陵钓台
浙江省桐庐县南十五公里富春山麓，有东汉古迹严子陵钓台，是浙江省文物保护单位；内有严先生祠、严子陵钓台碑园等。

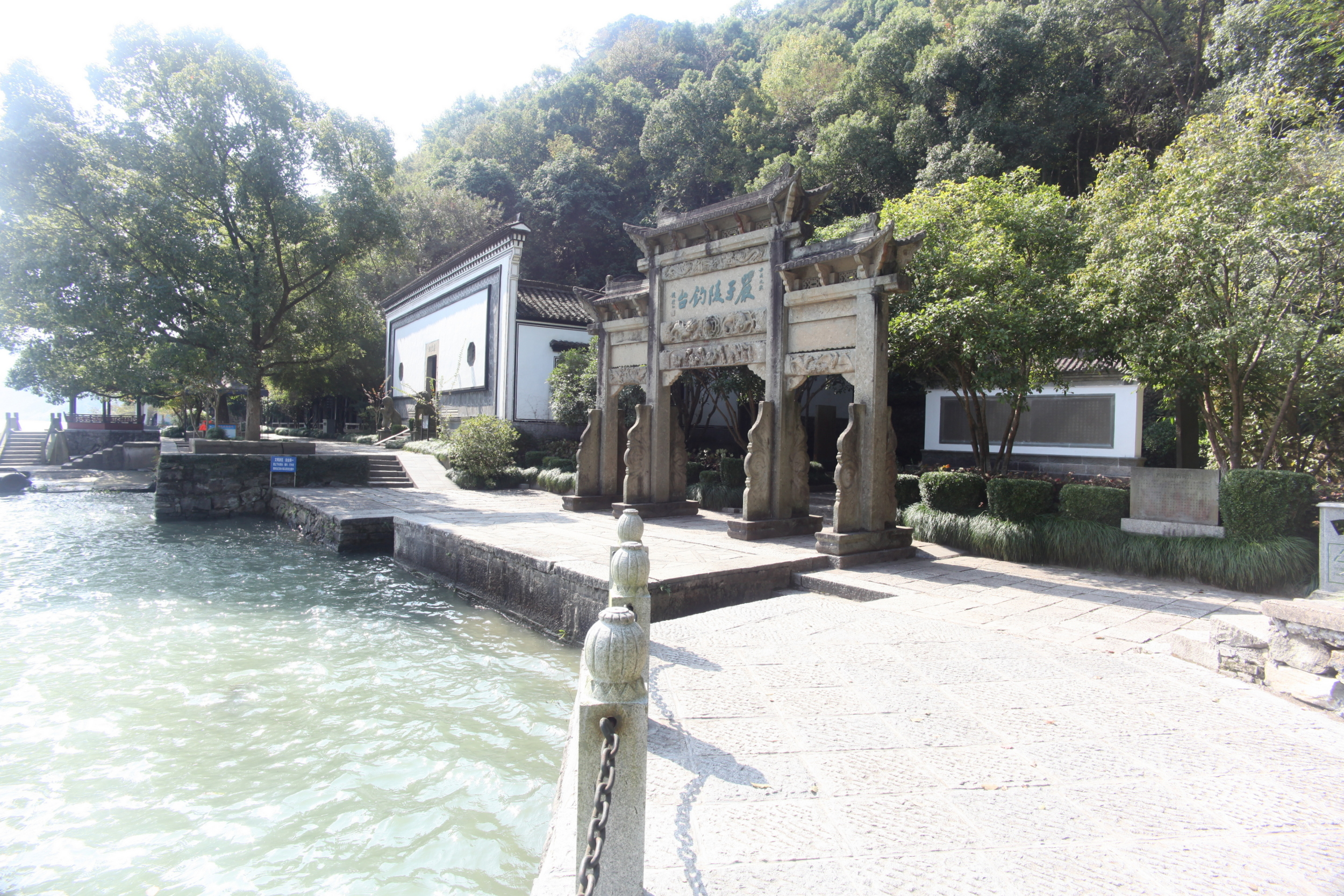
桐庐严子陵钓台全景
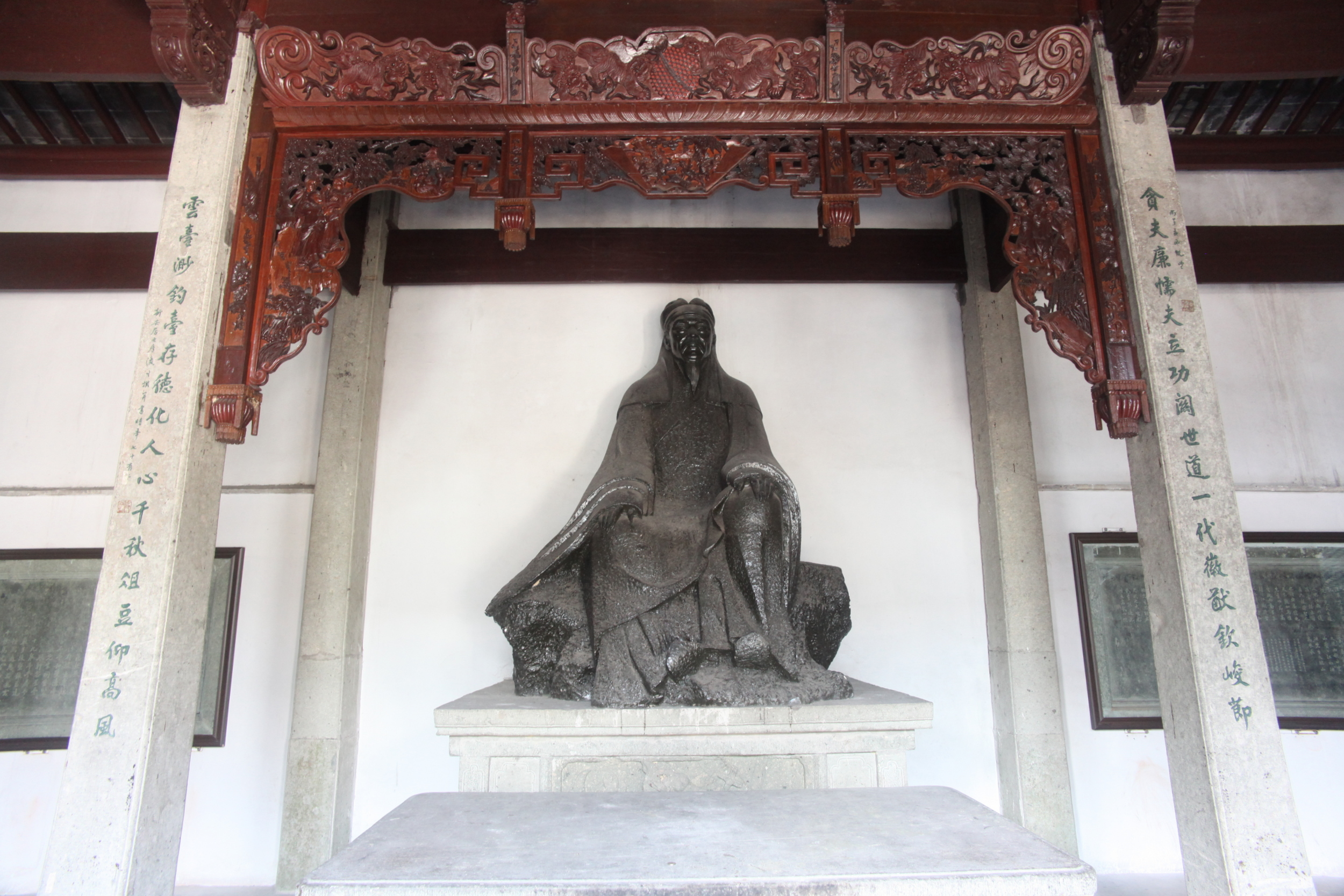
桐庐严子陵钓台严光像
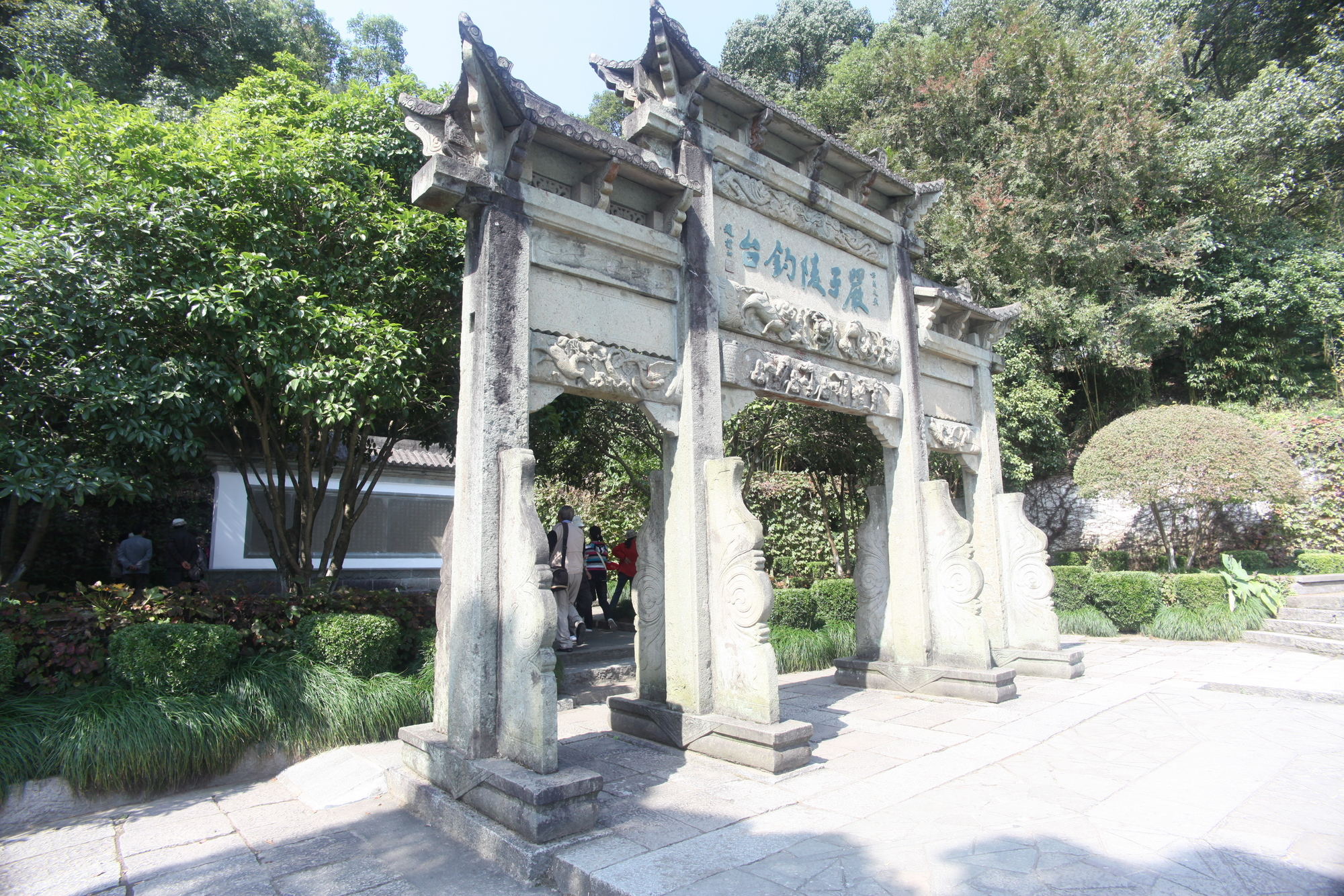
桐庐富春江严子陵钓台牌楼正面
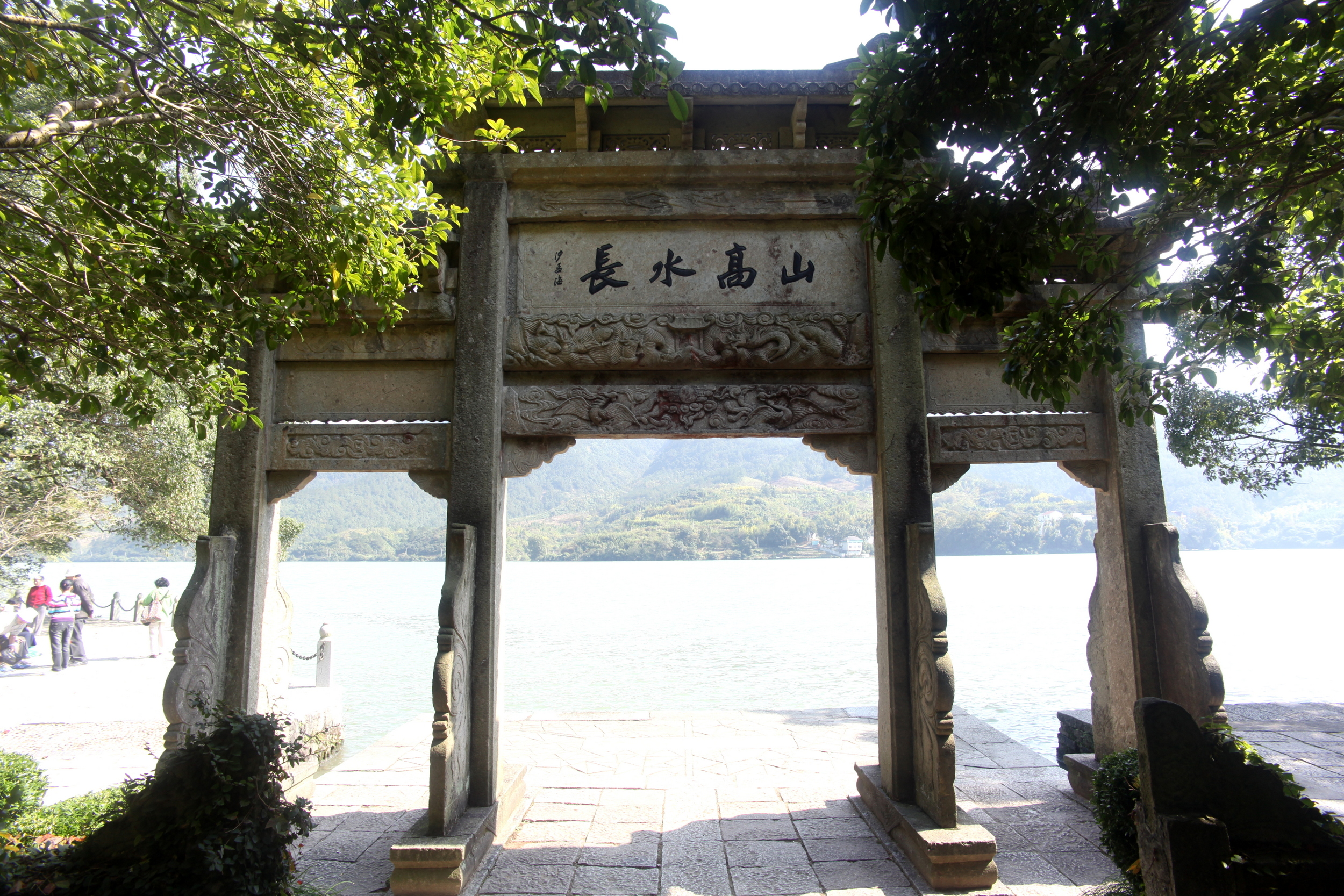
桐庐严子陵钓台

## 延伸阅读
[在维基数据编辑]
 《後漢書·卷83》，出自范晔《後漢書》
 《東觀漢記》
 在维基共享资源阅览影像